# Joan García
Joan García Pons (Sallent, 2001. május 4. –) spanyol utánpótlás válogatott labdarúgó-kapus. A La Ligában szereplő FC Barcelona játékosa.

## Pályafutása
Joan Katalóniában a szülővárosában kezdte el karrierjét a Sallent-ben, majd megfordult a Manresa és az FC Damm korosztályos csapataiban.

### Espanyol
2016-ban került a csapat kötelékébe, három évvel később játszotta első profi mérkőzését, az akkor spanyol harmadosztályban szereplő tartalékcsapat játékosaként a Valencia B ellen 1–1-re végződő bajnokin. 2020. február 11-én öt évre meghosszabbították szerződését.

#### A felnőtt csapatban
2020. október 18-án Vicente Moreno a 2020–2021-es idényben nevezte a Rayo Vallecano elleni bajnokira.
2021. december elején kezdőként kapott lehetőséget a Solares-Medio Cudeyo elleni 3–2-re megnyert spanyol kupa-mérkőzésen.
2022. január 10-én debütált az első osztályban az Elche CF ellen 2–1-re elvesztett találkozón.

### Barcelona
2025. június 18-án jelentette be a klub, hogy 25 millió euróért kivásárolták a városi rivális Espanyol kötelékéből. A szerződésre két nappal később került sor, ami egy hatéves megállapodást tartalmazott.

## Statisztika
2025. június 19-i állapot szerint
| Klub             | Szezon           | Bajnokság          | Bajnokság | Bajnokság | Kupa  | Kupa  | Nemzetközi kupa | Nemzetközi kupa | Egyéb | Egyéb | Összes | Összes |
| Klub             | Szezon           | Liga               | Mérk.     | Gólok     | Mérk. | Gólok | Mérk.           | Gólok           | Mérk. | Gólok | Mérk.  | Gólok  |
| ---------------- | ---------------- | ------------------ | --------- | --------- | ----- | ----- | --------------- | --------------- | ----- | ----- | ------ | ------ |
| Espanyol B       | 2019/20          | Segunda División B | 2         | 0         | —     | —     | —               | —               | —     | —     | 2      | 0      |
| Espanyol B       | 2020/21          | Segunda División B | 13        | 0         | —     | —     | —               | —               | 2     | 0     | 15     | 0      |
| Espanyol B       | Összesen         | Összesen           | 15        | 0         | —     | —     | —               | —               | 2     | 0     | 17     | 0      |
| Espanyol         | 2020/21          | Segunda División   | 0         | 0         | 0     | 0     | —               | —               | —     | —     | 0      | 0      |
| Espanyol         | 2021/22          | La Liga            | 2         | 0         | 2     | 0     | —               | —               | —     | —     | 4      | 0      |
| Espanyol         | 2022/23          | La Liga            | 1         | 0         | 3     | 0     | —               | —               | —     | —     | 4      | 0      |
| Espanyol         | 2023/24          | LaLiga2            | 14        | 0         | 3     | 0     | —               | —               | 4     | 0     | 21     | 0      |
| Espanyol         | 2024/25          | La Liga            | 38        | 0         | 0     | 0     | —               | —               | —     | —     | 38     | 0      |
| Espanyol         | Összesen         | Összesen           | 55        | 0         | 8     | 0     | —               | —               | 4     | 0     | 67     | 0      |
| Barcelona        | 2025/26          | La Liga            | 0         | 0         | 0     | 0     | 0               | 0               | 0     | 0     | 0      | 0      |
| Barcelona        | Összesen         | Összesen           | 0         | 0         | 0     | 0     | 0               | 0               | 0     | 0     | 0      | 0      |
| KARRIER ÖSSZESEN | KARRIER ÖSSZESEN | KARRIER ÖSSZESEN   | 70        | 0         | 8     | 0     | 0               | 0               | 6     | 0     | 84     | 0      |

## További információ(k)
- Joan García adatlapja a Transfermarkt oldalon (angolul)
- Joan García adatlapja a Soccerway oldalon (angolul)

## Jegyzet(ek)
1. ↑  https://www.rcdespanyol.com/es/noticia/joan-garcia-amplia-su-contrato/10762
2. ↑  FC Barcelona sign Joan Garcia (angol nyelven). fcbarcelona.com, 2025. június 18.
3. ↑  Joan Garcia signs contract with FC Barcelona (angol nyelven). fcbarcelona.com, 2025. június 20.